# ДДА-100

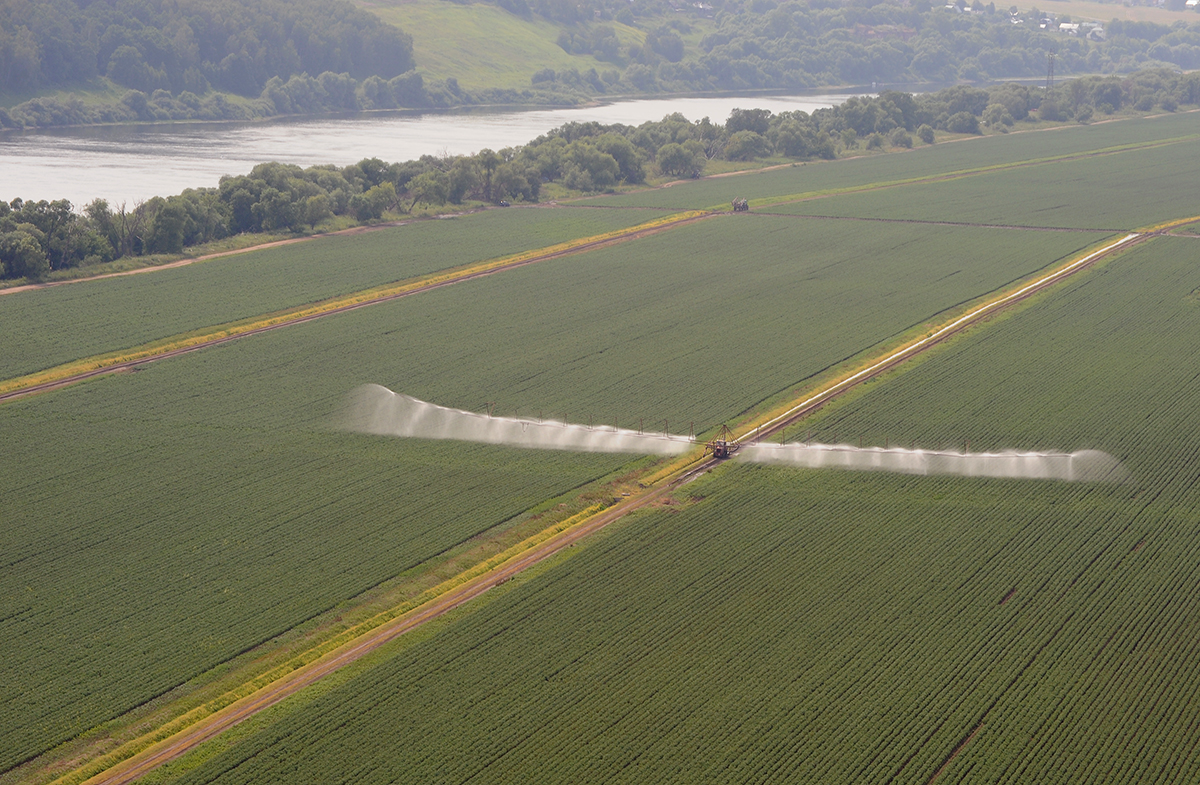
Дождевание агрегатом ДДА-100МА

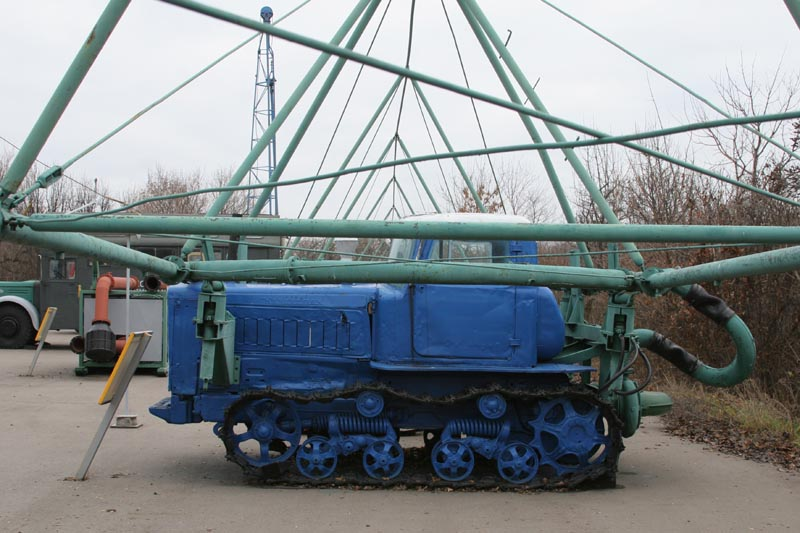
ДДА-100МА на тракторе ДТ-75

ДДА-100 (двухконсольный дождевальный агрегат) — серия советских и российских короткоструйных двухконсольных дождевальных установок с забором воды из открытой сети и поливом в движении. Применяется для орошения овощных, технических и зерновых культур, ягодников и пастбищ.
Установка распространённых модификаций состоит из насоса с приводом и всасывающей линией, гидросистемы и смонтированной на тракторе рамы, к которой крепится двухконсольная металлическая ферма. В центре ферма имеет поворотный круг, при помощи которого установка может поворачиваться относительно трактора. Нижний пояс фермы и поворотный круг представляют собой трубопровод. Установка навешивается на трактора ДТ-75 и ДТ-75М с ходоуменьшителем или их аналоги, ранние модификации установки навешивались на ДТ-54.
Для полива с помощью установок серии ДДА-100 нарезают сеть оросительных каналов. Работа осуществляется следующим образом. Трактор с навешанной на него установкой двигается вдоль оросительного канала, глубина воды в котором должна быть не менее 0,3 м. Дабы обеспечить нормальные условия работы агрегата в канале создают подпор воды, для чего с определённым шагом по его длине устраивают перемычки (отрезок канала между ними называется бьефом). Центробежный насос установки засасывает воду через плавучий клапан и распределяет её по поворотному кругу и нижнему поясу фермы, откуда через короткоструйные и концевые насадки в виде мелкого дождя по всей длине установки орошает поле. Так как давление в трубах уменьшается по мере удалённости их от трактора, то для получения одинакового расхода воды выходные отверстия насадок имеют разные диаметры. Полив осуществляется в несколько заходов. Для внесения растворов удобрений агрегат снабжён гидроподкормщиком. Агрегат может перевозиться как в рабочем положении, так и в транспортном, будучи повёрнутым и расположенным вдоль продольной оси трактора.
Советский инженер М. С. Яншин пришёл к идее консольной короткоструйной дождевальной установки в 1934 году во время проектирования оросительной сети близ посёлка Карачала в Азербайджане. Агрегат ДДА-100 был сконструирован и построен М. С. Яншиным в 1936—1937 годах во Всесоюзном НИИ гидротехники и мелиорации и стал первой в стране установкой, работающей в движении. Она навешивалась на трактор С-65. Опытный образец получил на испытаниях высокую оценку. В 1939 году уже три агрегата работали в Заволжье и один под Москвой. При всех достоинствах агрегатам ДДА-100 был присущ такой недостаток как большая металлоёмкость. Вероятно, поэтому в трудные предвоенные годы установка так и не пошла в серийное производство.. Работы возобновились после войны. Появилась серийная модификация ДДА-100М, работавшая с трактором ДТ-54. Затем была разработана модификация ДДА-100МА. В ней была частично изменена рама для установки на трактора ДТ-75М; улучшено гидроуправление; усовершенствованы короткоструйные насадки; расположенные вдоль фермы; изменена схема приводного механизма насоса (у ДДА-100М привод рабочего колеса осуществляется от вала заднего хода переоборудованной коробки передач через шлицевую муфту, у ДДА-100МА — от ведущего вала холоуменьшителя через понижающий редуктор, закреплённый на корпусе заднего моста трактора); кроме того, повышена скорость вращения рабочего колеса, благодаря чему увеличилась производительность агрегата и напор воды. Выпускались эти агрегаты на Херсонском комбайновом заводе. После прекращения выпуска ДДА-100МА Волгоградский завод оросительной техники сконструировал  агрегат  ДДА-100В. От своих предшественников он отличался изменённой конструкцией фермы, системой гидравлики и навески, двойным напорным трубопроводом, секторными насадками и т.д. Последняя модификация, ДДА-100ВХ, выпускаемая в настоящее время Волгоградским заводом, по ресурсным показателям (материалоёмкость, экономические и энергетические показатели), в отличие от своих предшественников, является одной из наиболее эффективных среди установок, работающих из открытой сети. Наряду с экономичностью, высокопроизводительностью и равномерным увлажнением почвы агрегаты серии ДДА-100 имеют и недостатки. К ним можно отнести то, что значительная площадь отводится под каналы и дороги вдоль них.
По состоянию на 2016 год, устаревшие агрегаты ДДА-100М и ДДА-100МА, относящиеся к агрегатам первого поколения, в парке дождевальной техники России занимали 16 % (2700 штук). Более новые дождевальные агрегаты, в том числе ДДА-100В и ДДА-100ВХ, выпускаются в крайне малом количестве.
| Технические характеристики установок                                        | Технические характеристики установок | Технические характеристики установок | Технические характеристики установок | Технические характеристики установок | Технические характеристики установок | Технические характеристики установок | Технические характеристики установок | Технические характеристики установок |
| Показатель                                                                  | ДДА-100                              | ДДА-100М                             | ДДА-100МА                            | ДДА-100В и ДДА-100ВО                 | ДДА100ВХ-1                           | ДДА100ВХ-2                           | ДДА100ВХ-3                           | ДДА100ВХ-4                           |
| --------------------------------------------------------------------------- | ------------------------------------ | ------------------------------------ | ------------------------------------ | ------------------------------------ | ------------------------------------ | ------------------------------------ | ------------------------------------ | ------------------------------------ |
| Расход воды, л/с                                                            | 70-100                               | 100                                  | 130                                  | 130                                  | 60                                   | 80                                   | 100                                  | 120                                  |
| Ширина захвата, м                                                           |                                      | 120                                  | 120                                  |                                      | 123                                  | 123                                  | 123                                  | 123                                  |
| Высота труб над поверхностью земли, м                                       |                                      | 1,5                                  | 1,5                                  |                                      |                                      |                                      |                                      |                                      |
| Рабочий напор насоса, м вод. ст.                                            | 25                                   | 23-30                                | 37                                   | 34                                   |                                      |                                      |                                      |                                      |
| Производительность за час рабочего времени при поливной норме 300 м³/га, га |                                      | 1,0-1,2                              | 1,6                                  | 1,56                                 | 1,4                                  | 1,4                                  | 1,4                                  | 1,4                                  |
| Сезонная производительность, га                                             | 300                                  | 110-120                              | 140                                  |                                      |                                      |                                      |                                      |                                      |
| Рабочая скорость передвижения, км/ч                                         |                                      | 0,411                                | 1,03                                 | 1,07 (вперёд), 0,6 (назад)           | 1,02 (вперёд) и 0,63 (назад)         | 1,02 (вперёд) и 0,63 (назад)         | 1,02 (вперёд) и 0,63 (назад)         | 1,02 (вперёд) и 0,63 (назад)         |
| Транспортная скорость передвижения, км/ч                                    |                                      |                                      | 4,55                                 | 4,27                                 |                                      |                                      |                                      |                                      |
| Давление, МПа                                                               |                                      | 0,37                                 | 0,37                                 |                                      | 0,45                                 | 0,45                                 | 0,43                                 | 0,37                                 |
| Слой осадков за 1 проход, мм                                                |                                      |                                      | 3,8 (вперёд), 6,8 (назад)            | 5                                    | 2,31                                 | 3,08                                 | 3,85                                 | 5,00                                 |
| Интенсивность дождя, мм/мин                                                 | 3,5                                  | 2,7                                  | 2,5                                  |                                      |                                      |                                      |                                      |                                      |
| Коэффициент равномерности полива                                            |                                      |                                      |                                      |                                      | 0,75                                 | 0,75                                 | 0,80                                 | 0,80                                 |
| Масса агрегата без трактора, кг                                             |                                      | 4240                                 | 4240                                 | 4200                                 |                                      |                                      |                                      |                                      |